# Bolitoglossa oaxacensis
Bolitoglossa oaxacensis е вид земноводно от семейство Plethodontidae.

## Разпространение
Видът е разпространен в Мексико.